# Lista de herdeiros do trono espanhol
Esta é uma lista de indivíduos que foram, em dado período de tempo, considerados os herdeiros do trono do Reino da Espanha (1469-1931; 1969-presente), em caso de abdicação ou morte do monarca incumbente. Os herdeiros (presuntivos ou aparentes) que, de fato, sucederam ao monarca espanhol são representados em negrito.
A lista inclui nobres a partir de 1527, quando Carlos da Áustria assume unanimemente os tronos do Sacro Império Romano-Germânico e os reinos espanhóis, tornando Filipe de Espanha seu herdeiro universal sobre o trono espanhol. Com a abdicação de Carlos V em 1555, Filipe ascende ao trono como Filipe II e a sucessão prossegue normalmente até o reinado de Carlos II que, sem deixar herdeiros legítimos, abre precedentes para uma disputa dinástica com nações vizinhas. O predomínio da lei sálica por séculos na monarquia espanhola acabou ocasionando a Guerra de Sucessão Espanhola em 1701, quando o único herdeiro masculino ao trono morreu precocemente deixando somente duas herdeiras presuntivas.
Desde o estabelecimento da união pessoal entre as coroas de Castela e Aragão até a ascensão do primeiro monarca da Casa de Bourbon, em 1700, o herdeiro ao trono espanhol era simplesmente o indivíduo mais próximo ao monarca segundo a preferência da primogenitura masculina cognática. Da ascensão de Filipe V até a Sanção Pragmática de 1830, o herdeiro do trono espanhol era a pessoa mais próxima do monarca espanhol segundo a lei sálica.

## Lista de Herdeiros
| Casa de Trastámara (1516–1555) e Casa de Habsburgo (1516–1700) | Casa de Trastámara (1516–1555) e Casa de Habsburgo (1516–1700) | Casa de Trastámara (1516–1555) e Casa de Habsburgo (1516–1700) | Casa de Trastámara (1516–1555) e Casa de Habsburgo (1516–1700) | Casa de Trastámara (1516–1555) e Casa de Habsburgo (1516–1700) | Casa de Trastámara (1516–1555) e Casa de Habsburgo (1516–1700) |
| -------------------------------------------------------------- | -------------------------------------------------------------- | -------------------------------------------------------------- | -------------------------------------------------------------- | -------------------------------------------------------------- | -------------------------------------------------------------- |

| Monarca | Herdeiro                                                      | Relacionamento com o monarca           | Tornou-se herdeiro (Data; Motivo)                                | Deixou de ser herdeiro (Data; Motivo)                                                       | Próximo na linha de sucessão                                                          |  |  |
| --- | ------------------------------------------------------------- | -------------------------------------- | ---------------------------------------------------------------- | ------------------------------------------------------------------------------------------- | ------------------------------------------------------------------------------------- |  |  |
| Juana I | Rei Carlos I                                                  | Filho                                  | 14 de março de 1516 Tornou-se monarca com sua mãe                | 12 de abril de 1555 Mãe morreu, tornou-se monarca única                                     | Fernando I, Arquiduque da Áustria, 1516–1527, irmão                                   |  |  |
| Juana I | Rei Carlos I                                                  | Filho                                  | 14 de março de 1516 Tornou-se monarca com sua mãe                | 12 de abril de 1555 Mãe morreu, tornou-se monarca única                                     | Felipe, Príncipe das Astúrias, 1527–1555, filho                                       |  |  |
| Carlos I | Fernando I, Arquiduque da Áustria                             | Irmão                                  | 14 de março de 1516 O irmão tornou-se monarca conjunto com a mãe | 21 de maio de 1527 Filho nascido do rei                                                     | Leonor da Áustria, Rainha de Portugal e de França, 1516–1526, irmã                    |  |  |
| Carlos I | Fernando I, Arquiduque da Áustria                             | Irmão                                  | 14 de março de 1516 O irmão tornou-se monarca conjunto com a mãe | 21 de maio de 1527 Filho nascido do rei                                                     | Arquiduquesa Isabel da Áustria, 1526–1527, filha                                      |  |  |
| Carlos I | Felipe, Príncipe das Astúrias                                 | Filho                                  | 21 de maio de 1527 Nascido                                       | 16 de janeiro de 1556 Pai abdicou e tornou-se rei                                           | Fernando I, Arquiduque da Áustria, 1527–1528, tio                                     |  |  |
| Carlos I | Felipe, Príncipe das Astúrias                                 | Filho                                  | 21 de maio de 1527 Nascido                                       | 16 de janeiro de 1556 Pai abdicou e tornou-se rei                                           | Infanta María, 1528–1529, irmã                                                        |  |  |
| Carlos I | Felipe, Príncipe das Astúrias                                 | Filho                                  | 21 de maio de 1527 Nascido                                       | 16 de janeiro de 1556 Pai abdicou e tornou-se rei                                           | Infante Fernando, 1529–1530, irmão                                                    |  |  |
| Carlos I | Felipe, Príncipe das Astúrias                                 | Filho                                  | 21 de maio de 1527 Nascido                                       | 16 de janeiro de 1556 Pai abdicou e tornou-se rei                                           | Infanta María, 1530–1537,                                                             |  |  |
| Carlos I | Felipe, Príncipe das Astúrias                                 | Filho                                  | 21 de maio de 1527 Nascido                                       | 16 de janeiro de 1556 Pai abdicou e tornou-se rei                                           | Infante Juan, 1537–1538, irmão                                                        |  |  |
| Carlos I | Felipe, Príncipe das Astúrias                                 | Filho                                  | 21 de maio de 1527 Nascido                                       | 16 de janeiro de 1556 Pai abdicou e tornou-se rei                                           | Infanta María, 1538–1545, irmã                                                        |  |  |
| Carlos I | Felipe, Príncipe das Astúrias                                 | Filho                                  | 21 de maio de 1527 Nascido                                       | 16 de janeiro de 1556 Pai abdicou e tornou-se rei                                           | Infante Carlos, 1545–1556, filho                                                      |  |  |
| Felipe II | Carlos, Príncipe das Astúrias                                 | Filho                                  | 16 de janeiro de 1556 Pai tornou-se rei                          | 24 de julho de 1568 Morreu                                                                  | Maria, Santa Imperatriz Romana, 1556–1566, tia                                        |  |  |
| Felipe II | Carlos, Príncipe das Astúrias                                 | Filho                                  | 16 de janeiro de 1556 Pai tornou-se rei                          | 24 de julho de 1568 Morreu                                                                  | Infanta Isabel Clara Eugenia, 1566–1568, meia-irmã                                    |  |  |
| Felipe II | Infanta Isabel Clara Eugênia                                  | Filha                                  | 24 de julho de 1568 Meio-irmão morreu                            | 4 de dezembro de 1571 Filho nascido do rei                                                  | Infanta Catalina Micaela, irmã                                                        |  |  |
| Felipe II | Fernando, Príncipe das Astúrias                               | Filho                                  | 4 de dezembro de 1571 Nascido                                    | 18 de outubro de 1578 Morreu                                                                | Infanta Isabel Clara Eugenia, 1571–1573, meia-irmã                                    |  |  |
| Felipe II | Fernando, Príncipe das Astúrias                               | Filho                                  | 4 de dezembro de 1571 Nascido                                    | 18 de outubro de 1578 Morreu                                                                | Infanta Carlos Lorenzo, 1573–1575, irmão                                              |  |  |
| Felipe II | Fernando, Príncipe das Astúrias                               | Filho                                  | 4 de dezembro de 1571 Nascido                                    | 18 de outubro de 1578 Morreu                                                                | Infanta Isabel Clara Eugenia, 1575, meia-irmã                                         |  |  |
| Felipe II | Fernando, Príncipe das Astúrias                               | Filho                                  | 4 de dezembro de 1571 Nascido                                    | 18 de outubro de 1578 Morreu                                                                | Infante Diego, 1575–1578, irmão                                                       |  |  |
| Felipe II | Diego, Príncipe das Astúrias                                  | Filho                                  | 18 de outubro de 1578 Irmão morreu                               | 21 de novembro de 1582 Morreu                                                               | Infante Felipe, irmão                                                                 |  |  |
| Felipe II | Felipe, Príncipe das Astúrias                                 | Filho                                  | 21 de novembro de 1582 Irmão morreu                              | 13 de setembro de 1598 Pai morreu e tornou-se rei                                           | Isabel Clara Eugenia, co-soberana da Holanda espanhola, meia-irmã                     |  |  |
| Felipe III | Isabel Clara Eugenia, Co-Soberana dos Países Baixos Espanhóis | Meia-irmã                              | 13 de setembro de 1598 Meio-irmão tornou-se rei                  | 22 de setembro de 1601 Filha do rei                                                         | Filippo Emanuele, Príncipe do Piemonte, sobrinho                                      |  |  |
| Felipe III | Infanta Ana                                                   | Filha                                  | 22 de setembro de 1601 Nascido                                   | 8 de abril de 1605 Filho nascido do rei                                                     | Isabel Clara Eugenia, Co-Soberana dos Países Baixos Espanhóis, 1601–1603, tia         |  |  |
| Felipe III | Infanta Ana                                                   | Filha                                  | 22 de setembro de 1601 Nascido                                   | 8 de abril de 1605 Filho nascido do rei                                                     | Infanta María, 1603, irmã                                                             |  |  |
| Felipe III | Infanta Ana                                                   | Filha                                  | 22 de setembro de 1601 Nascido                                   | 8 de abril de 1605 Filho nascido do rei                                                     | Isabel Clara Eugenia, Co-Soberana dos Países Baixos Espanhóis, 1603–1605, tia         |  |  |
| Felipe III | Felipe, Príncipe das Astúrias                                 | Filho                                  | 8 de abril de 1605 Nascido                                       | 31 de março de 1621 Pai morreu e tornou-se rei                                              | Infanta Ana, 1605–1607, irmã                                                          |  |  |
| Felipe III | Felipe, Príncipe das Astúrias                                 | Filho                                  | 8 de abril de 1605 Nascido                                       | 31 de março de 1621 Pai morreu e tornou-se rei                                              | Infante Carlos, 1607–1621, irmão                                                      |  |  |
| Felipe IV | Infante Carlos                                                | Irmão                                  | 31 de março de 1621 Irmão tornou-se rei                          | 14 de agosto de 1621 Filha nascida do rei                                                   | Cardeal-Infante Fernando, irmão                                                       |  |  |
| Felipe IV | Infanta Maria Margarita                                       | Filha                                  | 14 de agosto de 1621 Nascido                                     | 15 de agosto de 1621 Morreu                                                                 | Infante Carlos, tio                                                                   |  |  |
| Felipe IV | Infante Carlos                                                | Irmão                                  | 15 de agosto de 1621 A sobrinha morreu                           | 25 de novembro de 1623 Filha nascida do rei                                                 | Cardeal-Infante Fernando, irmão                                                       |  |  |
| Felipe IV | Infanta Margarita Maria Catalina                              | Filha                                  | 25 de novembro de 1623 Nascido                                   | 22 de dezembro de 1623 Morreu                                                               | Infante Carlos, tio                                                                   |  |  |
| Felipe IV | Infante Carlos                                                | Irmão                                  | 22 de dezembro de 1623 A sobrinha morreu                         | 21 de novembro de 1625 Filha do rei                                                         | Cardeal-Infante Fernando, irmão                                                       |  |  |
| Felipe IV | Infanta María Eugenia                                         | Filha                                  | 21 de novembro de 1625 Nascido                                   | 21 de julho de 1627 Morreu                                                                  | Infante Carlos, tio                                                                   |  |  |
| Felipe IV | Infante Carlos                                                | Irmão                                  | 21 de julho de 1627 A sobrinha morreu                            | 31 de outubro de 1627 Filha nascida do rei                                                  | Cardeal-Infante Fernando, irmão                                                       |  |  |
| Felipe IV | Infanta Isabel Maria Teresa                                   | Filha                                  | 31 de outubro de 1627 Nascido                                    | 1º de novembro de 1627 Morreu                                                               | Infante Carlos, tio                                                                   |  |  |
| Felipe IV | Infante Carlos                                                | Irmão                                  | 1º de novembro de 1627 A sobrinha morreu                         | 17 de outubro de 1629 Filho nascido do rei                                                  | Cardeal-Infante Fernando, irmão                                                       |  |  |
| Felipe IV | Baltasar Carlos, Príncipe das Astúrias                        | Filho                                  | 17 de outubro de 1629 Nascido                                    | 9 de outubro de 1646 Morreu                                                                 | Infante Carlos, 1629–1632, tio                                                        |  |  |
| Felipe IV | Baltasar Carlos, Príncipe das Astúrias                        | Filho                                  | 17 de outubro de 1629 Nascido                                    | 9 de outubro de 1646 Morreu                                                                 | Cardeal-Infante Fernando, 1632–1634, tio                                              |  |  |
| Felipe IV | Baltasar Carlos, Príncipe das Astúrias                        | Filho                                  | 17 de outubro de 1629 Nascido                                    | 9 de outubro de 1646 Morreu                                                                 | Infante Francisco Fernando, 1634, irmão                                               |  |  |
| Felipe IV | Baltasar Carlos, Príncipe das Astúrias                        | Filho                                  | 17 de outubro de 1629 Nascido                                    | 9 de outubro de 1646 Morreu                                                                 | Cardeal-Infante Fernando, 1634–1636, tio                                              |  |  |
| Felipe IV | Baltasar Carlos, Príncipe das Astúrias                        | Filho                                  | 17 de outubro de 1629 Nascido                                    | 9 de outubro de 1646 Morreu                                                                 | Infanta María Ana Antonia, 1636, irmã                                                 |  |  |
| Felipe IV | Baltasar Carlos, Príncipe das Astúrias                        | Filho                                  | 17 de outubro de 1629 Nascido                                    | 9 de outubro de 1646 Morreu                                                                 | Cardeal-Infante Fernando, 1636–1638, tio                                              |  |  |
| Felipe IV | Baltasar Carlos, Príncipe das Astúrias                        | Filho                                  | 17 de outubro de 1629 Nascido                                    | 9 de outubro de 1646 Morreu                                                                 | Infanta María Teresa, 1638–1646, irmã                                                 |  |  |
| Felipe IV | Infanta María Teresa                                          | Filha                                  | 9 de outubro de 1646 Irmão morreu                                | 28 de novembro de 1657 Filho nascido do rei                                                 | Fernando IV da Hungria, 1646–1651, primo-irmão                                        |  |  |
| Felipe IV | Infanta María Teresa                                          | Filha                                  | 9 de outubro de 1646 Irmão morreu                                | 28 de novembro de 1657 Filho nascido do rei                                                 | Infanta Margarita Teresa, 1651–1657, meia-irmã                                        |  |  |
| Felipe IV | Filipe Próspero, Príncipe das Astúrias                        | Filho                                  | 28 de novembro de 1657 Nascido                                   | 1º de novembro de 1661 Morreu                                                               | Infanta María Teresa, 1657–1658, meia-irmã                                            |  |  |
| Felipe IV | Filipe Próspero, Príncipe das Astúrias                        | Filho                                  | 28 de novembro de 1657 Nascido                                   | 1º de novembro de 1661 Morreu                                                               | Infante Fernando Tomás Carlos, 1658–1659, irmão                                       |  |  |
| Felipe IV | Filipe Próspero, Príncipe das Astúrias                        | Filho                                  | 28 de novembro de 1657 Nascido                                   | 1º de novembro de 1661 Morreu                                                               | Infanta María Teresa, 1659–1660, meia-irmã                                            |  |  |
| Felipe IV | Filipe Próspero, Príncipe das Astúrias                        | Filho                                  | 28 de novembro de 1657 Nascido                                   | 1º de novembro de 1661 Morreu                                                               | Sucessão incerta, 1660–1661                                                           |  |  |
| Felipe IV | Sucessão incerta, 1–6 de novembro de 1661                     |                                        |                                                                  |                                                                                             |                                                                                       |  |  |
| Felipe IV | Carlos, Príncipe das Astúrias                                 | Filho                                  | 6 de novembro de 1661 Nascido                                    | 17 de setembro de 1665 Pai morreu e tornou-se rei                                           | Sucessão incerta                                                                      |  |  |
| Como foi contestada a validade da renúncia da Infanta María Teresa aos seus direitos ao trono espanhol, a sucessão foi disputada entre os herdeiros por primogenitura cognática e os herdeiros constituídos por testamento de Felipe IV. O testamento implicava o trono dos herdeiros de sua filha mais nova, Infanta Margarita Teresa. A seguir estão os líderes de ambas as linhas: |                                                               |                                        |                                                                  |                                                                                             |                                                                                       |  |  |
| Carlos II | Margarita Teresa, Santa Imperatriz Romana                     | Irmã                                   | 17 de setembro de 1665 Irmão tornou-se rei                       | 12 de março de 1673 Morreu                                                                  | Leopoldo I do Sacro Império Romano-Germânico, 1665–1667, primo-irmão                  |  |  |
| Carlos II | Margarita Teresa, Santa Imperatriz Romana                     | Irmã                                   | 17 de setembro de 1665 Irmão tornou-se rei                       | 12 de março de 1673 Morreu                                                                  | Arquiduque Fernando Wenzel da Áustria, 1667–1668, filho                               |  |  |
| Carlos II | Margarita Teresa, Santa Imperatriz Romana                     | Irmã                                   | 17 de setembro de 1665 Irmão tornou-se rei                       | 12 de março de 1673 Morreu                                                                  | Leopoldo I do Sacro Império Romano-Germânico, 1668–1669, primo-irmão                  |  |  |
| Carlos II | Margarita Teresa, Santa Imperatriz Romana                     | Irmã                                   | 17 de setembro de 1665 Irmão tornou-se rei                       | 12 de março de 1673 Morreu                                                                  | Arquiduquesa Maria Antônia da Áustria, 1669–1670, filha                               |  |  |
| Carlos II | Margarita Teresa, Santa Imperatriz Romana                     | Irmã                                   | 17 de setembro de 1665 Irmão tornou-se rei                       | 12 de março de 1673 Morreu                                                                  | Arquiduque Johann Leopold, 1670, filho                                                |  |  |
| Carlos II | Margarita Teresa, Santa Imperatriz Romana                     | Irmã                                   | 17 de setembro de 1665 Irmão tornou-se rei                       | 12 de março de 1673 Morreu                                                                  | Arquiduquesa Maria Antônia da Áustria, 1670–1673, filha                               |  |  |
| Carlos II | Maria Antônia, Eleitora da Baviera                            | Sobrinha                               | 12 de março de 1673 Mãe morreu                                   | 24 de dezembro de 1692 Morreu                                                               | Leopoldo I do Sacro Império Romano-Germânico, 1673–1689, primo-irmão uma vez removido |  |  |
| Carlos II | Maria Antônia, Eleitora da Baviera                            | Sobrinha                               | 12 de março de 1673 Mãe morreu                                   | 24 de dezembro de 1692 Morreu                                                               | Príncipe Eleitoral Leopoldo Fernando da Baviera, 1689, filho                          |  |  |
| Carlos II | Maria Antônia, Eleitora da Baviera                            | Sobrinha                               | 12 de março de 1673 Mãe morreu                                   | 24 de dezembro de 1692 Morreu                                                               | Leopoldo I do Sacro Império Romano-Germânico, 1689–1690, primo-irmão uma vez removido |  |  |
| Carlos II | Maria Antônia, Eleitora da Baviera                            | Sobrinha                               | 12 de março de 1673 Mãe morreu                                   | 24 de dezembro de 1692 Morreu                                                               | Príncipe Eleitoral Anton da Baviera, 1690, filho                                      |  |  |
| Carlos II | Maria Antônia, Eleitora da Baviera                            | Sobrinha                               | 12 de março de 1673 Mãe morreu                                   | 24 de dezembro de 1692 Morreu                                                               | Leopoldo I do Sacro Império Romano-Germânico, 1690–1692, primo-irmão uma vez removido |  |  |
| Carlos II | Maria Antônia, Eleitora da Baviera                            | Sobrinha                               | 12 de março de 1673 Mãe morreu                                   | 24 de dezembro de 1692 Morreu                                                               | Príncipe Eleitoral José Fernando da Baviera, 1692, filho                              |  |  |
| Carlos II | Príncipe Eleitoral José Fernando da Baviera                   | Sobrinho-neto                          | 24 de dezembro de 1692 Mãe morreu                                | 6 de fevereiro de 1699 Morreu                                                               | Leopoldo I do Sacro Império Romano-Germânico, primo-irmão removido duas vezes         |  |  |
| Carlos II | Leopoldo I do Sacro Império Romano-Germânico                  | Primo em primeiro grau                 | 6 de fevereiro de 1699 Primo-irmão removido duas vezes morreu    | 1º de novembro de 1700 Primo-irmão morreu, requerente rival tornou-se rei em 16 de novembro | José I, Rei dos Romanos, filho                                                        |  |  |
| Carlos II |                                                               |                                        |                                                                  |                                                                                             |                                                                                       |  |  |
| Carlos II | María Teresa, Rainha da França                                | Meia-irmã                              | 17 de setembro de 1665 Meio-irmão tornou-se rei                  | 30 de julho de 1683 Morreu                                                                  | Luís, Grande Delfim de França, filho                                                  |  |  |
| Carlos II | Luís, Grande Delfim de França                                 | Sobrinho                               | 30 de julho de 1683 Mãe morreu                                   | 2 de outubro de 1700 Renunciou à reivindicação ao trono junto com o filho mais velho        | Luís, Duque da Borgonha, filho                                                        |  |  |
| Carlos II | Filipe, Duque de Anjou                                        | Sobrinho-neto                          | 2 de outubro de 1700 Pai e irmão renunciaram                     | 1º de novembro de 1700 Tio-avô morreu e tornou-se rei em 16 de novembro                     | Carlos, Duque de Berry, irmão                                                         |  |  |
| Casa de Bourbon (1700-1808) |                                                               |                                        |                                                                  |                                                                                             |                                                                                       |  |  |
| Monarca | Herdeiro                                                      | Relacionamento com o monarca           | Tornou-se herdeiro (Data; Motivo)                                | Deixou de ser herdeiro (Data; Motivo)                                                       | Próximo na linha de sucessão                                                          |  |  |
| Felipe V | Carlos, Duque de Berry                                        | Irmão                                  | 16 de novembro de 1700 Irmão tornou-se rei                       | 25 de agosto de 1707 Filho nascido do rei                                                   | Arquiduque Carlos da Áustria, primo de segundo grau, uma vez removido                 |  |  |
| Felipe V | Luís, Príncipe das Astúrias                                   | Filho                                  | 25 de agosto de 1707 Nascido                                     | 15 de janeiro de 1724 Pai abdicou e tornou-se rei                                           | Carlos, Duque de Berry, 1707–1709, tio                                                |  |  |
| Felipe V | Luís, Príncipe das Astúrias                                   | Filho                                  | 25 de agosto de 1707 Nascido                                     | 15 de janeiro de 1724 Pai abdicou e tornou-se rei                                           | Infante Felipe, 1709, irmão                                                           |  |  |
| Felipe V | Luís, Príncipe das Astúrias                                   | Filho                                  | 25 de agosto de 1707 Nascido                                     | 15 de janeiro de 1724 Pai abdicou e tornou-se rei                                           | Carlos, Duque de Berry, 1709–1712, tio                                                |  |  |
| Felipe V | Luís, Príncipe das Astúrias                                   | Filho                                  | 25 de agosto de 1707 Nascido                                     | 15 de janeiro de 1724 Pai abdicou e tornou-se rei                                           | Infante Felipe Pedro, 1712–1719, irmão                                                |  |  |
| Felipe V | Luís, Príncipe das Astúrias                                   | Filho                                  | 25 de agosto de 1707 Nascido                                     | 15 de janeiro de 1724 Pai abdicou e tornou-se rei                                           | Infante Fernando, 1719–1724, irmão                                                    |  |  |
| Luís I | Infante Fernando                                              | Irmão                                  | 15 de janeiro de 1724 Irmão tornou-se rei                        | 31 de agosto de 1724 O irmão morreu, o pai foi restaurado como rei em 6 de setembro         | Infante Carlos, meio-irmão                                                            |  |  |
| Em 31 de agosto de 1724, Luis I morreu sem filhos aos 17 anos, poucos meses após a abdicação de seu pai, Felipe V. Seu herdeiro seria seu irmão, Infante Fernando, que tinha apenas 10 anos. Seis dias depois, para evitar uma regência e depois de muito convencimento e pressão, especialmente da rainha viúva [[Elisabeth Farnese\|Isabel] ], Felipe V aceitou relutantemente ser restaurado ao trono espanhol.                                                                                     |                                                               |                                        |                                                                  |                                                                                             |                                                                                       |  |  |
| Felipe V | Fernando, Príncipe das Astúrias                               | Filho                                  | 6 de setembro de 1724 Pai restaurado como rei                    | 9 de julho de 1746 Pai morreu e tornou-se rei                                               | Rei Carlos VII e V de Nápoles e Sicília, meio-irmão                                   |  |  |
| Fernando VI | Rei Carlos VII e V de Nápoles e Sicília                       | Meio-irmão                             | 9 de julho de 1746 Meio-irmão tornou-se rei                      | 10 de agosto de 1759 Meio-irmão morreu e tornou-se rei                                      | Felipe, Duque de Parma, 1746–1747, irmão                                              |  |  |
| Fernando VI | Rei Carlos VII e V de Nápoles e Sicília                       | Meio-irmão                             | 9 de julho de 1746 Meio-irmão tornou-se rei                      | 10 de agosto de 1759 Meio-irmão morreu e tornou-se rei                                      | Infante Felipe, Duque da Calábria 1747–1759, filho                                    |  |  |
| Carlos III | Infante Felipe, Duque da Calábria                             | Filho                                  | 10 de agosto de 1759 Pai tornou-se rei                           | 5 de outubro de 1759 Excluído da sucessão                                                   | Infante Carlos, irmão                                                                 |  |  |
| Carlos III | Carlos, Príncipe das Astúrias                                 | Filho                                  | 5 de outubro de 1759 Irmão excluído                              | 14 de dezembro de 1788 Pai morreu e tornou-se rei                                           | Rei Fernando I das Duas Sicílias, 1759–1771, irmão                                    |  |  |
| Carlos III | Carlos, Príncipe das Astúrias                                 | Filho                                  | 5 de outubro de 1759 Irmão excluído                              | 14 de dezembro de 1788 Pai morreu e tornou-se rei                                           | Infante Carlos Clemente, 1771-1774, filho                                             |  |  |
| Carlos III | Carlos, Príncipe das Astúrias                                 | Filho                                  | 5 de outubro de 1759 Irmão excluído                              | 14 de dezembro de 1788 Pai morreu e tornou-se rei                                           | Rei Fernando I das Duas Sicílias, 1774–1780, irmão                                    |  |  |
| Carlos III | Carlos, Príncipe das Astúrias                                 | Filho                                  | 5 de outubro de 1759 Irmão excluído                              | 14 de dezembro de 1788 Pai morreu e tornou-se rei                                           | Infante Carlos Domingo, 1780-1783, filho                                              |  |  |
| Carlos III | Carlos, Príncipe das Astúrias                                 | Filho                                  | 5 de outubro de 1759 Irmão excluído                              | 14 de dezembro de 1788 Pai morreu e tornou-se rei                                           | Rei Fernando I das Duas Sicílias, 1783, irmão                                         |  |  |
| Carlos III | Carlos, Príncipe das Astúrias                                 | Filho                                  | 5 de outubro de 1759 Irmão excluído                              | 14 de dezembro de 1788 Pai morreu e tornou-se rei                                           | Infante Carlos Francisco de Paula, 1783–1784, filho                                   |  |  |
| Carlos III | Carlos, Príncipe das Astúrias                                 | Filho                                  | 5 de outubro de 1759 Irmão excluído                              | 14 de dezembro de 1788 Pai morreu e tornou-se rei                                           | Infante Fernando, 1784–1788, filho                                                    |  |  |
| Carlos IV | Fernando, Príncipe das Astúrias                               | Filho                                  | 14 de dezembro de 1788 Pai tornou-se rei                         | 19 de março de 1808 Pai abdicado, tornou-se rei                                             | Infante Carlos María Isidro, irmão                                                    |  |  |
| Fernando VII | Infante Carlos María Isidro                                   | Irmão                                  | 19 de março de 1808 Irmão tornou-se rei                          | 6 de maio de 1808 Pai e irmão abdicado                                                      | Infante Francisco de Paula, irmão                                                     |  |  |
| Casa de Bonaparte (1808-1813) |                                                               |                                        |                                                                  |                                                                                             |                                                                                       |  |  |
| Monarca | Herdeiro                                                      | Relacionamento com o monarca           | Tornou-se herdeiros (Dados; Motivo)                              | Deixou de ser herdeiro (Data; Motivo)                                                       | Próximo na linha de sucessão                                                          |  |  |
| José I | Zenaida Bonaparte                                             | Filha                                  | 6 de junho de 1808 Pai tornou-se rei                             | 11 de dezembro de 1813 Padre deposto                                                        | Carlota Bonaparte, irmã                                                               |  |  |
| Casa de Bourbon (primeira restauração) (1814-1868) |                                                               |                                        |                                                                  |                                                                                             |                                                                                       |  |  |
| Monarca | Herdeiro                                                      | Relacionamento com o monarca           | Tornou-se herdeiro (Data; Motivo)                                | Deixou de ser herdeiro (Data; Motivo)                                                       | Próximo na linha de sucessão                                                          |  |  |
| Fernando VII | Infante Carlos María Isidro                                   | Irmão                                  | 4 de maio de 1814 Irmão restaurado como rei                      | 10 de outubro de 1830 Filha nascida do rei                                                  | Infante Francisco de Paula, 1813–1818, irmão                                          |  |  |
| Fernando VII | Infante Carlos María Isidro                                   | Irmão                                  | 4 de maio de 1814 Irmão restaurado como rei                      | 10 de outubro de 1830 Filha nascida do rei                                                  | Infante Carlos Luis, 1818–1830, filho                                                 |  |  |
| Fernando VII | Isabel, Princesa das Astúrias                                 | Filha                                  | 10 de outubro de 1830 Nascido                                    | 29 de setembro de 1833 Pai morreu, tornou-se rainha                                         | Infante Carlos María Isidro, 1830–1832, tio                                           |  |  |
| Fernando VII | Isabel, Princesa das Astúrias                                 | Filha                                  | 10 de outubro de 1830 Nascido                                    | 29 de setembro de 1833 Pai morreu, tornou-se rainha                                         | Infanta Luisa Fernanda, 1832–1833, irmã                                               |  |  |
| Isabel II | Luísa Fernanda de Espanha                                     | Irmã                                   | 29 de setembro de 1833 Irmã tornou-se rainha                     | 12 de julho de 1850 Filho nascido da rainha                                                 | Infante Carlos María Isidro, 1833–1837, tio                                           |  |  |
| Isabel II | Luísa Fernanda de Espanha                                     | Irmã                                   | 29 de setembro de 1833 Irmã tornou-se rainha                     | 12 de julho de 1850 Filho nascido da rainha                                                 | Infante Francisco de Paula, 1837–1848, tio                                            |  |  |
| Isabel II | Luísa Fernanda de Espanha                                     | Irmã                                   | 29 de setembro de 1833 Irmã tornou-se rainha                     | 12 de julho de 1850 Filho nascido da rainha                                                 | Maria Isabel de Orleães, 1848–1850, filha                                             |  |  |
| Isabel II | Fernando, Príncipe das Astúrias                               | Filho                                  | 12 de julho de 1850 Nascido                                      | 12 de julho de 1850 Morreu                                                                  | Luísa Fernanda de Espanha, tia                                                        |  |  |
| Isabel II | Luísa Fernanda de Espanha                                     | Irmã                                   | 12 de julho de 1850 O sobrinho morreu                            | 20 de dezembro de 1851 Filha da rainha                                                      | Luísa Fernanda de Espanha, filha                                                      |  |  |
| Isabel II | Isabel, Princesa das Astúrias                                 | Filha                                  | 20 de dezembro de 1851 Nascido                                   | 28 de novembro de 1857 Filho nascido da rainha                                              | Luísa Fernanda de Espanha, 1851–1854, tia                                             |  |  |
| Isabel II | Isabel, Princesa das Astúrias                                 | Filha                                  | 20 de dezembro de 1851 Nascido                                   | 28 de novembro de 1857 Filho nascido da rainha                                              | Infanta María Cristina, 1854, irmã                                                    |  |  |
| Isabel II | Isabel, Princesa das Astúrias                                 | Filha                                  | 20 de dezembro de 1851 Nascido                                   | 28 de novembro de 1857 Filho nascido da rainha                                              | Luísa Fernanda de Espanha, 1854–1855, tia                                             |  |  |
| Isabel II | Isabel, Princesa das Astúrias                                 | Filha                                  | 20 de dezembro de 1851 Nascido                                   | 28 de novembro de 1857 Filho nascido da rainha                                              | Infanta Margarita, 1855, irmã                                                         |  |  |
| Isabel II | Isabel, Princesa das Astúrias                                 | Filha                                  | 20 de dezembro de 1851 Nascido                                   | 28 de novembro de 1857 Filho nascido da rainha                                              | Luísa Fernanda de Espanha, 1855–1857, tia                                             |  |  |
| Isabel II | Alfonso, Príncipe das Astúrias                                | Filho                                  | 28 de novembro de 1857 Nascido                                   | 30 de setembro de 1868 Mãe deposta                                                          | Infanta Isabel, 1857–1866, irmã                                                       |  |  |
| Isabel II | Alfonso, Príncipe das Astúrias                                | Filho                                  | 28 de novembro de 1857 Nascido                                   | 30 de setembro de 1868 Mãe deposta                                                          | Infante Francisco de Asís Leopoldo, 1866, irmão                                       |  |  |
| Isabel II | Alfonso, Príncipe das Astúrias                                | Filho                                  | 28 de novembro de 1857 Nascido                                   | 30 de setembro de 1868 Mãe deposta                                                          | Infanta Isabel, 1866–1868, irmã                                                       |  |  |
| Casa de Sabóia (1870-1873) |                                                               |                                        |                                                                  |                                                                                             |                                                                                       |  |  |
| Monarca | Herdeiro                                                      | Relacionamento com o monarca           | Tornou-se herdeiros (Dados; Motivo)                              | Deixou de ser herdeiro (Data; Motivo)                                                       | Próximo na linha de sucessão                                                          |  |  |
| Amadeo I | Manuel Filiberto, Príncipe das Astúrias, Duque de Apúlia      | Filho                                  | 16 de novembro de 1870 Pai eleito rei                            | 11 de fevereiro de 1873 Pai abdicou, monarquia abolida                                      | Nenhum, 1870                                                                          |  |  |
| Amadeo I | Manuel Filiberto, Príncipe das Astúrias, Duque de Apúlia      | Filho                                  | 16 de novembro de 1870 Pai eleito rei                            | 11 de fevereiro de 1873 Pai abdicou, monarquia abolida                                      | Príncipe Víctor Manuel, Conde de Torino, 1870–1873, irmão                             |  |  |
| Casa de Bourbon (segunda restauração) (1874–1931) |                                                               |                                        |                                                                  |                                                                                             |                                                                                       |  |  |
| Monarca | Herdeiro                                                      | Relacionamento com o monarca           | Tornou-se herdeiros (Dados; Motivo)                              | Deixou de ser herdeiro (Data; Motivo)                                                       | Próximo na linha de sucessão                                                          |  |  |
| Alfonso XII | Isabel, Princesa das Astúrias                                 | Irmã                                   | 29 de dezembro de 1874 Monarquia restaurada                      | 11 de setembro de 1880 Filha nascida do rei                                                 | Infanta María del Pilar, 1874–1879, irmã                                              |  |  |
| Alfonso XII | Isabel, Princesa das Astúrias                                 | Irmã                                   | 29 de dezembro de 1874 Monarquia restaurada                      | 11 de setembro de 1880 Filha nascida do rei                                                 | Infanta María de la Paz, 1879–1880, irmã                                              |  |  |
| Alfonso XII | Mercedes, Princesa das Astúrias                               | Filha                                  | 11 de setembro de 1880 Nascido                                   | 25 de novembro de 1885 Pai morreu, mãe grávida                                              | Isabel, Princesa das Astúrias, 1880–1882, tia                                         |  |  |
| Alfonso XII | Mercedes, Princesa das Astúrias                               | Filha                                  | 11 de setembro de 1880 Nascido                                   | 25 de novembro de 1885 Pai morreu, mãe grávida                                              | Infanta María Teresa, 1882–1901, irmã                                                 |  |  |
| Em 25 de novembro de 1885, Alfonso XII morreu enquanto a rainha María Cristina estava grávida, então o trono ficou vago, dependendo se o nascituro era homem ou mulher: um homem iria tornar aquela criança rei, enquanto uma mulher faria da filha mais velha (María de las Mercedes, Princesa das Astúrias) rainha. Durante este período, María Cristina governou como regente até o nascimento de seu terceiro filho, um filho, em 17 de maio de 1886; ele era rei Alfonso XIII desde o nascimento. |                                                               |                                        |                                                                  |                                                                                             |                                                                                       |  |  |
| Alfonso XIII | Mercedes, Princesa das Astúrias                               | Irmã                                   | 17 de maio de 1886 Filho póstumo nascido do falecido rei         | 17 de outubro de 1904 Morreu                                                                | Infanta María Teresa, 1882–1901, irmã                                                 |  |  |
| Alfonso XIII | Mercedes, Princesa das Astúrias                               | Irmã                                   | 17 de maio de 1886 Filho póstumo nascido do falecido rei         | 17 de outubro de 1904 Morreu                                                                | Infante Alfonso, Príncipe de Bourbon-Duas Sicílias, 1901–1904, filho                  |  |  |
| Alfonso XIII | Infante Alfonso, Príncipe de Bourbon-Duas Sicílias            | Sobrinho                               | 17 de outubro de 1904 Mãe morreu                                 | 10 de maio de 1907 Filho nascido do rei                                                     | Infante Fernando, Príncipe de Bourbon-Duas Sicílias, 1904–1905, irmão                 |  |  |
| Alfonso XIII | Infante Alfonso, Príncipe de Bourbon-Duas Sicílias            | Sobrinho                               | 17 de outubro de 1904 Mãe morreu                                 | 10 de maio de 1907 Filho nascido do rei                                                     | Infanta Isabel Alfonsa, Princesa de Bourbon-Duas Sicílias, 1905–1907, irmã            |  |  |
| Alfonso XIII | Alfonso, Príncipe das Astúrias                                | Filho                                  | 10 de maio de 1907 Nascido                                       | 14 de abril de 1931 Monarquia abolida                                                       | Infante Alfonso, Príncipe de Bourbon-Duas Sicílias, 1907–1908, primo-irmão            |  |  |
| Alfonso XIII | Alfonso, Príncipe das Astúrias                                | Filho                                  | 10 de maio de 1907 Nascido                                       | 14 de abril de 1931 Monarquia abolida                                                       | Infante Jaime, 1908–1931, irmão                                                       |  |  |
| Casa de Bourbon (terceira restauração) (1975-presente) |                                                               |                                        |                                                                  |                                                                                             |                                                                                       |  |  |
| Monarca | Herdeiro                                                      | Relacionamento com o monarca           | Tornou-se herdeiros (Dados; Motivo)                              | Deixou de ser herdeiro (Data; Motivo)                                                       | Próximo na linha de sucessão                                                          |  |  |
| Vego | Nenhum herdeiro reconhecido, 1947–1969                        | Nenhum herdeiro reconhecido, 1947–1969 | Nenhum herdeiro reconhecido, 1947–1969                           | Nenhum herdeiro reconhecido, 1947–1969                                                      | Nenhum herdeiro reconhecido, 1947–1969                                                |  |  |
| Vego | Juan Carlos, Príncipe da Espanha                              | Nenhum                                 | 22 de julho de 1969 Nomeado herdeiro do trono                    | 22 de novembro de 1975 Chefe de Estado morreu e tornou-se rei                               | Infante Felipe, filho                                                                 |  |  |
| Juan Carlos I | Felipe, Príncipe das Astúrias                                 | Filho                                  | 22 de novembro de 1975 Pai se tornou rei                         | 19 de junho de 2014 Pai abdicou e tornou-se rei                                             | Elena, Duquesa de Lugo, 1975–2005, irmã                                               |  |  |
| Juan Carlos I | Felipe, Príncipe das Astúrias                                 | Filho                                  | 22 de novembro de 1975 Pai se tornou rei                         | 19 de junho de 2014 Pai abdicou e tornou-se rei                                             | Infanta Leonor, 2005–2014, filha                                                      |  |  |
| Felipe VI | Leonor, Princesa das Astúrias                                 | Filha                                  | 19 de junho de 2014 Pai tornou-se rei                            | Titulo                                                                                      | Infanta Sofía, irmã                                                                   |  |  |

1. ↑  Em 1660, Infanta María Teresa renunciou à sua reivindicação ao trono, para se casar com o rei Luís XIV da França. Posteriormente, a validade de sua renúncia foi contestada, com base no fato de a Espanha não ter pago o dote, que foi fundamental para a sucessão do rei Felipe V em 1700.
2. ↑  Em 1933, os dois filhos mais velhos de Alfonso XIII (Alfonso, Príncipe das Astúrias e Infante Jaime) renunciaram às suas pretensões ao trono, pelo que a partir de então o herdeiro de Alfonso XIII seria o seu terceiro filho,  Infante Juan. Em 1947, Francisco Franco restaurou a monarquia, confirmada pelo referendo, ao mesmo tempo em que se autodenominava Chefe de Estado para vida. Tendo o poder de nomear o seu sucessor, que seria rei, Franco não o fez com o Infante Juan, Conde de Barcelona, e em 1969 nomeou o filho mais velho do Infante Juan, Juan Carlos, Príncipe das Astúrias , considerando-o mais propenso a preservar a regime franquista após sua morte, o que não aconteceu, pois em 1975, Juan Carlos I prontamente promoveu a transição espanhola para a democracia. Finalmente, em 1977, o Infante Juan renunciou à chefia da Casa Real de Espanha, reconhecendo o seu filho, o Rei, como tal.